# دولة حلب

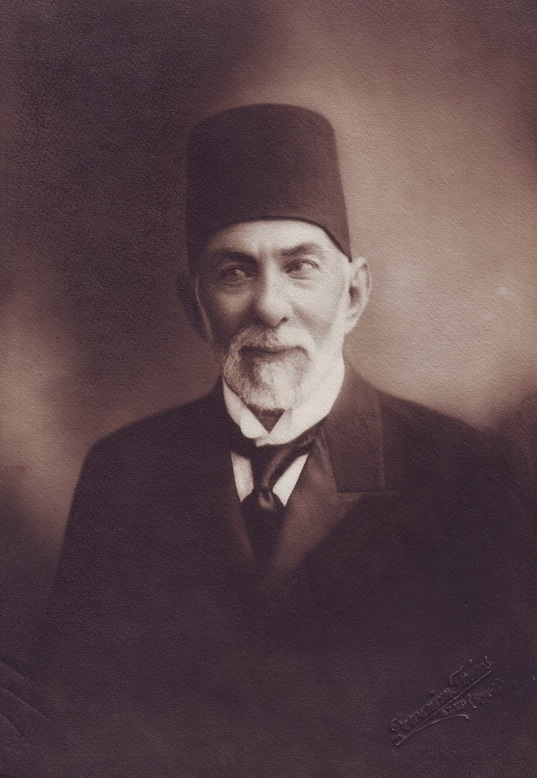
مرعي باشا الملاح

دولة حلب (بالفرنسية: État d'Alep)‏ (1920-1925) إحدى خمس دويلات أسسها الانتداب الفرنسي على سوريا وضمت عدة مدن وكانت عاصمتها مدينة حلب. شملت دولة حلب الأغلبية من المسلمين السنة. وتمتد لتغطي شمال سوريا بالإضافة إلى منطقة حوض نهر الفرات في شرق سوريا. وتعتبر هذه المنطقة من أكثر المناطق خصوبة ووفرة بالمعادن.
كانت عاصمتها هي مدينة حلب، والموجود بها الكثير من التجمعات المسيحية واليهودية بالإضافة إلى المسلمين السنة. ويوجد في الدولة أيضا أقليات من الشيعة والعلويين. وسكنت العرقيات الأرمنية (وخاصة المهجرين أيام الإبادة الأرمنية)، الشركسية والآشورية في شمال حلب جنبا إلى جنب مع العرب والكرد. حيث بعام 1922 وحسب الإحصائيات كان الأرمن يشكّلون 12% من عدد سكان حلب.

## تعداد السكان
كانت أغلبية سكان دولة حلب من المُسلمين السُنَة، كان معظمهم من العرب، ولكن كان هناك أيضًا مجتمعات من الأكراد، خاصةً في المناطق الشرقية، إلى جانب الأعراق الأخرى المتنوعة التي تم نقلها خلال الفترة العثمانية، وأبرزها الشراكسة والألبان والبوشناق والبلغار والأتراك والقبرديين والشيشانيين وغيرهم. عاش عدد كبير من المسلمين الشيعة في دولة حلب، خصوصاً في مدن مثل نبل والفوعة والزهراء وكفريا ومعرة مصرين.
كانت حلب أيضًا موطنًا لإحدى أغنى المجتمعات المسيحية الشرقية وأكثرها تنوعًا في الشرق. مثل المسيحيون الذين ينتمون إلى أكثر من عشرة تجمعات مختلفة (مع انتشار بارز لأتباع الكنائس الرسولية الأرمنية وكنيسة الروم الملكيين الكاثوليك والسريانية الأرثوذكسية) حوالي ثلث سكان مدينة حلب، مما جعلها المدينة التي تضم أكبر مجتمع مسيحي في الشرق الأوسط خارج لبنان. سكن العديد من المسيحيين في المناطق الشرقية من الدولة أيضًا، حيث كانوا ينتمون أساسًا إلى الإثنية السريانية والآشورية.
في عام 1923، كان مجموع سكان الولاية حوالي 604,000 (باستثناء السكان البدو في المناطق الشرقية). وكان في مدينة حلب جالية يهودية كبيرة.

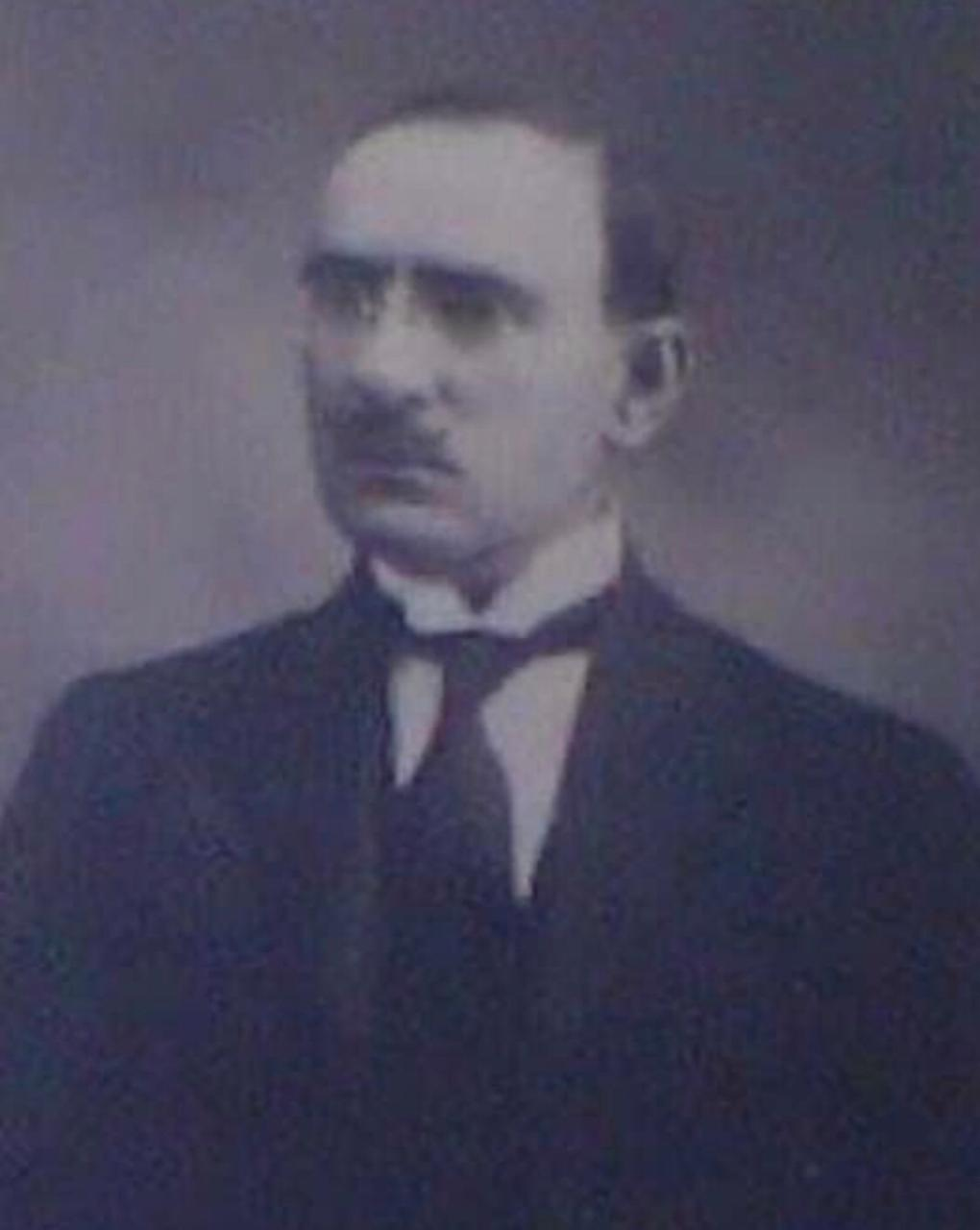
مصطفى بك برمدا حاكم دولة حلب بالأصالة (1923)

| التوزيع العام للسكان في دولة حلب حسب الإحصاء الفرنسي في 1921-1922 |         |            |
| الديانة                                                           | تعداد   | نسبة مئوية |
| مسلمون سُنة                                                        | 502,000 | 83.1%      |
| مسيحيون                                                           | 52,000  | 8.6%       |
| علويون                                                            | 30,000  | 5%         |
| يهود                                                              | 7,000   | 1.2%       |
| أجانب                                                             | 3,000   | 0.5%       |
| مجمل السكان                                                       | 604,000 | 100%       |

### إحصاء سكان دولة حلب سنة 1340 هـ - 1922م[8]
لم يحص من لواء دير الزور سوى سكان مركز اللواء أي مدينة دير الزور، وسوى سكان مراكز أقضية البوكمال والميادين والرقة.
| الأمة         | الذكور | الإناث |
| ------------- | ------ | ------ |
| إسلام         | 46238  | 51362  |
| روم كاثوليك   | 3586   | 3895   |
| أرمن كاثوليك  | 1747   | 1875   |
| سريان كاثوليك | 1178   | 1199   |
| روم أرثوذكس   | 612    | 614    |
| أرمن أرثوذكس  | 1396   | 1408   |
| سريان أرثوذكس | 327    | 336    |
| موارنة        | 912    | 985    |
| كلدان         | 343    | 370    |
| لاتين         | 394    | 459    |
| بروتستانت     | 239    | 242    |
| موسوي         | 3150   | 3430   |
| غرباء         | 9300   | 10707  |
| أجانب         | 1810   | 842    |
| غائبون        | 4102   | 3690   |
| المجموع       | 75334  | 81414  |

| الأمة   | الذكور | الإناث |
| ------- | ------ | ------ |
| إسلام   | 21766  | 25571  |
| غرباء   | 801    | 700    |
| غائبون  | 85     | 70     |
| المجموع | 22652  | 26341  |

| الأمة       | الذكور | الإناث |
| ----------- | ------ | ------ |
| إسلام       | 20102  | 21654  |
| روم كاثوليك | 294    | 305    |
| غرباء       | 80     | 73     |
| غائبون      | 148    | 2      |
| المجموع     | 20624  | 22034  |

| الأمة       | الذكور | الإناث |
| ----------- | ------ | ------ |
| إسلام       | 8801   | 9649   |
| روم أرثوذكس | 63     | 56     |
| غرباء       | 1      | 0      |
| المجموع     | 8865   | 9705   |

| الأمة   | الذكور | الإناث |
| ------- | ------ | ------ |
| إسلام   | 9998   | 11418  |
| غرباء   | 411    | 500    |
| غائبون  | 4      | 0      |
| المجموع | 10413  | 11918  |

| الأمة   | الذكور | الإناث |
| ------- | ------ | ------ |
| إسلام   | 10774  | 10782  |
| غرباء   | 9      | 6      |
| غائبون  | 201    | 101    |
| المجموع | 10984  | 10889  |

| الأمة   | الذكور | الإناث |
| ------- | ------ | ------ |
| إسلام   | 10345  | 11319  |
| غرباء   | 87     | 70     |
| غائبون  | 2      | 0      |
| المجموع | 10434  | 11389  |

| الأمة        | الذكور | الإناث |
| ------------ | ------ | ------ |
| إسلام        | 6976   | 7473   |
| روم أرثوذكس  | 471    | 474    |
| أرمن أرثوذكس | 17     | 17     |
| لاتين        | 403    | 407    |
| غرباء        | 78     | 72     |
| غائبون       | 236    | 0      |
| المجموع      | 8181   | 8443   |

| الإمة         | الذكور | الإناث |
| ------------- | ------ | ------ |
| إسلام         | 9995   | 12358  |
| روم أرثوذكس   | 3      | 3      |
| أرمن أرثوذكس  | 37     | 36     |
| سريان أرثوذكس | 1      | 0      |
| كلدان         | 1      | 3      |
| موسوي         | 57     | 48     |
| غرباء         | 235    | 258    |
| المجموع       | 10329  | 12706  |

| الأمة   | الذكور | الإناث |
| ------- | ------ | ------ |
| إسلام   | 8167   | 9729   |
| غرباء   | 524    | 457    |
| غائبون  | 156    | 128    |
| المجموع | 8847   | 10314  |

| الأمة         | الذكور | الإناث |
| ------------- | ------ | ------ |
| إسلام         | 5614   | 5930   |
| أرمن كاثوليك  | 38     | 44     |
| سريان كاثوليك | 73     | 72     |
| أرمن أرثوذكس  | 27     | 19     |
| غرباء         | 38     | 33     |
| المجموع       | 5790   | 6098   |

| الأمة         | الذكور | الإناث |
| ------------- | ------ | ------ |
| إسلام         | 8025   | 8275   |
| روم كاثوليك   | 5      | 3      |
| أرمن كاثوليك  | 18     | 20     |
| سريان كاثوليك | 10     | 3      |
| روم أرثوذكس   | 2      | 0      |
| أرمن أرثوذكس  | 319    | 191    |
| سريان أرثوذكس | 5      | 2      |
| موارنة        | 1      | 0      |
| كلدان         | 8      | 1      |
| لاتين         | 5      | 6      |
| بروتستانت     | 1      | 0      |
| موسوي         | 8      | 5      |
| المجموع       | 8407   | 8506   |

| الأمة | الذكور | الإناث |
| ----- | ------ | ------ |
| إسلام | 495    | 492    |

| الأمة | الذكور | الإناث |
| ----- | ------ | ------ |
| إسلام | 1343   | 1409   |

| الأمة | الذكور | الإناث |
| ----- | ------ | ------ |
| إسلام | 761    | 822    |

## حكام دولة حلب
- كامل باشا القدسي (1920- 1922)
- مصطفى بك برمدا (1923-1924)
- مرعي باشا الملاح (1924-1925)

## اتحاد سوريا
أسسَ الجنرال غورو الاتحاد السوري في 28 حزيران / يونيو 1922. وضم الاتحاد دولة حلب ودولة دمشق ودولة جبل العلويين، ودمج الاتحاد السوري في الدولة السورية (1925–1930) في 1 كانون الثاني / يناير 1925. ومع مركزية الدولة السورية الجديدة في عام 1925، فقدت حلب استقلالها الذاتي وأصبحت على مستوى محافظة تتبع دمشق. عُين الحاكم العام الحالي لدولة حلب مرعي باشا الملاح واليا لمحافظة حلب (برتبة وزير). ومع ذلك ظل العلم الاستعماري لدولة حلب قيد الاستخدام حتى 25 يناير 1925 حين تم إلغاؤه أخيرا.